# Krásné (Žďár nad Sázavou-i járás)
Krásné település Csehországban, a Žďár nad Sázavou-i járásban. Krásné Křižánky, Březiny, Spělkov, Daňkovice, Pustá Rybná, Telecí és Sněžné településekkel határos. Lakosainak száma 119 fő (2024. január 1.).

## Népesség
A település lakosságának változását az alábbi diagram mutatja:
| Lakosok száma | 409  | 363  | 361  | 205  | 127  | 103  | 108  | 113  | 118  | 119  |
|               | 1869 | 1890 | 1921 | 1950 | 1980 | 2001 | 2017 | 2019 | 2022 | 2024 |